# UFC 256
UFC 256: Figueiredo vs. Moreno var en MMA-gala anordnad av UFC. Den ägde rum 12 december 2020 vid UFC APEX i Las Vegas, NV, USA.

## Bakgrund
Huvudmatchen var en titelmatch i flugvikt mellan regerande mästaren Deiveson Figueiredo och utmanaren Brandon Moreno.

## Ändringar
En stråviktsmatch mellan Angela Hill och Tecia Torres var planerad till galan, men 6 december testade Hill positivt för Covid-19 och ströks från kortet. Ny motståndare för Torres blev istället UFC-debutanten Sam Hughes.

### Invägning
Vid invägningen strömmad via Youtube vägde utövarna följande:

## Resultat

### Bonusar
Följande MMA-utövare fick bonusar om 50 000 USD vardera:
- Fight of the Night: Deiveson Figueiredo vs. Brandon Moreno
- Performance of the Night: Kevin Holland och Rafael Fiziev